# Björn Jónsson á Skarðsá
Björn Jónsson á Skarðsá (ur. 1574, zm. 29 czerwca 1655) – islandzki historyk i znawca prawa. Wydawca starych islandzkich roczników (Annálar). Podkreślał narodową i wychowawczą rolę nauk historycznych.